# هاينريش هورا
هاينريش هورا (بالألمانية: Heinrich Hora)‏ (و. 1931 – م) هو فيزيائي من ألمانيا . ولد في ديتشين .

## التعليم
تعلم في جامعة يينا

## جوائز
حصل على جوائز منها:
- ميدالية إرنست ماخ  [لغات أخرى]‏ (2002).